# Zombie (альбом)
| Оценки критиков         | Оценки критиков |
| Источник                | Оценка          |
| ----------------------- | --------------- |
| AbsolutePunk            | 88%             |
| Allmusic                | [ 2 ]           |
| Audio Opinions          | [ 3 ]           |
| Blare Magazine          | [ 4 ]           |
| Double Dance            | [ 5 ]           |
| Jesus Freak Hideout     | [ 6 ]           |
| Ultimate Guitar Archive | 8.1/10          |

Zombie — пятый мини-альбом американской металкор группы The Devil Wears Prada, выпущенный 23 августа 2010 года на звукозаписывающем лейбле Ferret Music.

## Список композиций
Все тексты написаны Майком Граника, вся музыка написана The Devil Wears Prada.
| №                   | Название            | Длительность |
| ------------------- | ------------------- | ------------ |
| 1.                  | «Escape»            | 4:45         |
| 2.                  | «Anatomy»           | 3:46         |
| 3.                  | «Outnumbered»       | 4:54         |
| 4.                  | «Revive»            | 4:53         |
| 5.                  | «Survivor»          | 4:32         |
| Общая длительность: | Общая длительность: | 22:50        |

## Участники записи

### Состав группы
- Майк Граника (англ. Mike Hranica) — ведущий вокал.
- Крис Руби (англ. Chris Rubey) — соло-гитара.
- Джереми ДеПойстер (англ. Jeremy DePoyster) — ритм-гитара, чистый вокал.
- Энди Трик (англ. Andy Trick) — бас-гитара.
- Джеймс Бэйни (англ. James Baney) — клавишные, синтезатор.
- Дэниэл Уильямс (англ. Daniel Williams) — ударные.

## Позиции в чартах
| Чарт (2013)                        | Наивысшая позиция |
| ---------------------------------- | ----------------- |
| США (Billboard 200)                | 10                |
| США (Billboard Digital Albums)     | 10                |
| США (Billboard Independent Albums) | 2                 |
| США (Billboard Top Rock Albums)    | 2                 |